# Clark L. Hull
Clark Leonard Hull (Akron, New York, 1884. május 24. – New Haven, Connecticut, 1952. május 10.) befolyásos amerikai pszichológus, aki a tanulás és a motiváció viselkedésre gyakorolt hatását kívánta megmagyarázni.

## Életútja, munkássága
Akronban, New York államban született, alap (BSc ), majd mester(MA) fokozatot szerzett a Michigani Egyetemen, és 1918-ban PhD fokozatot a Wisconsin-Madison Egyetemen, ahol 1916 és 1929 között oktatott is. Doktori kutatása „Quantitative Aspects of the Evolution of Concepts” (A felfogás fejlődésének mennyiségi szempontjai) megjelent a Psychological Monographs-ban.
Hull kutatásai megmutatták, hogy elméletei előre jelezhetik és kontrollálhatják a viselkedést. Legjelentősebb munkái Mathematico-Deductive Theory of Rote Learning (1940) (A gépies tanulás matematikai levezetése), és a Principles of Behavior (1943) (A viselkedés alapelvei), amelyek meghatározták, hogy elemzései az állatok tanulásáról és kondicionálásáról az uralkodó elméletté váljanak abban az időben.
Hull közismert volt Edward C. Tolmannal folytatott vitáiról. Ismert volt továbbá a drive-elmélettel kapcsolatos munkásságáról. Hull modellje biológiai értelmezésekben: Az organizmusok hiányt szenvednek, A hiányérzet szükségletet hoz létre, A szükségletek aktiválják a drive-ot, A drive aktiválja a viselkedést, A viselkedés cél-irányított, A célirányítottság pedig túlélési értekkel bír.
Hull motivációt meghatározó képlete: sEr = sHr * D
sEr=	ingerlő potenciál (annak valószínűsége, hogy a szervezet létrehoz választ „r” az ingerre„s”)
sHr =	habituáció mértéke (a korábbi tanult szokásokból eredve)
D =	drive ereje (meghatározza pl. az étel, víz, stb. nélkülözésének időtartama)
Később egy sor más tényezőt is hozzáadott a képletéhez, figyelembe véve, hogy az eredmények nem magyarázhatók ezen egyszerű függvénnyel. Végül az alábbi képletet alkotta meg:
sEr = V * D * K * J * sHr – sIr – Ir – sOr – sLr
ahol
V = 	inger intenzitás
K = 	ösztönző motiváció (a megerősítés mértéke vagy minősége)
J = 	késztetés a megerősítés késleltetésének függvényében
Ir = 	reaktív/visszaható gátlás(pl. fáradtság)
sIr = 	kondicionált/szokáson alapuló gátlás ( „r”-re be nem következett megerősítés következtében),
sLr = 	reakció küszöb (legkisebb megerősítés, ami tanulást eredményez),
sOr = 	pillanatnyi viselkedési oszcilláció/ingadozás.
A kísérleti pszichológiában ő hozta létre a “hipotetikus-deduktív” szisztematikus módszert, a hipotézisek megfigyelése és kidolgozása után. Ez a módszer pontos meghatározásokat és kidolgozott alaptételeket hozott számára, melyek segítettek elméletei kidolgozásában. Hitte, hogy a viselkedést az egyén és a környezete közötti kölcsönhatások határozzák meg. Elemezte a viselkedést a biológiai adaptáció perspektívájából, mely az életkörülmények legkedvezőbbé tétele a szükségletek csökkentésén keresztül.
Gyakran Hull munkásságát tudják be a modern hipnózis-tudomány kezdetének. Munkája, a Hypnosis and Suggestibility (1933) (Hipnózis és befolyásolhatóság) alapos tanulmány volt a témáról, statisztikai és kísérleti elemzések alkalmazásával. Hull vizsgálatai egyszer és mindenkorra nyomatékosan bemutatták, hogy a hipnózis nincs összefüggésben az alvással (“a hipnózis nem alvás, ...nincs speciális kapcsolata az alvással, és egyáltalán az egész alvással kapcsolatos elgondolás csak homályosítja a helyzetet”).
Hull vizsgálatának legfőbb eredménye, hogy megakadályozta a hipnotizőrök túlzott állításait, különös tekintettel a hipnózis alatti rendkívüli javulásra a kogníció és az érzékek tekintetében. Hull kísérletei bemutatták néhány klasszikus jelenség valódi okát, mint például a mentálisan előidézett fájdalom csökkenését és az előhívás látszólagos gátlását. Ugyanakkor Clark munkája által világossá vált, hogy ezek a hatások elérhetők anélkül, hogy a hipnózist egy távoli állapotként tekintenénk, hanem inkább a befolyásolás és motiváció eredményeként, mely előfutára a hipnózis behaviorista megközelítésének. Hasonlóképpen, bizonyos fizikai képességek mérsékelt növekedése és az érzékszervi ingerlés-küszöb megváltoztatása elérhető pszichológiailag; a gyengülési hatás különösen drámai lehet.
Hull 1945-ben Warren Medal-t kapott a Kísérleti Pszichológiai Társaságtól (Society of Experimental Psychology). 1929-től haláláig a Yale Egyetemen dolgozott. 1952. május 10-én Connecticut államban, New Haven-ben hunyt el.